# Нерези (Струга)
Нерези (мкд. Нерези) су насеље у Северној Македонији, у западном делу државе. Нерези припадају општини Струга.

## Географија
Насеље Нерези је смештено у крајње западном делу Северне Македоније, у близини државне границе са Албанијом (7 km западно од насеља). Од најближег града, Струге, насеље је удаљено 25 km северно.
Нерези се налазе у историјској области Дримкол, која обухвата горњи ток Црног Дрима. Насеље је смештено на североисточним падинама планине Јабланица. Источно се тло спушта у клисуру Црног Дрима. Надморска висина насеља је приближно 870 метара.
Клима у насељу је планинска.

## Историја
У месту је радила српска народна школа између 1870-1877. године. Након прекида, поново је отворена 1898. године.
У месту је заиста крајем 1898. године отворена сада са царском турском дозволом српска народна школа. Она је заједничка за Нерезу и суседно место Безево. Била је то заслуга и учитеља из места Јабланице, Матије Шуменковића. Њен први учитељ био је тада Анђелко Ивановић, а настојатељ школе Иван Марковић. Ту је до тада била бугарска школа, која постаје српска. У њу је кренуло децембра те године 60 ученика, распоређених у три разреда. Кмет у Нерези је у то време Јован Поповић. Прослављен је 1900. године школски празник Савиндан. Служио је у храму и школи поп Филип Ивковић, а школски домаћин (кум) био је учитељ Анђелко Ивановић. Он је након резања славског колача, и изговорио светосавску беседу. За идућу године да буде домаћин пријавио се Недељко Ристић.

## Становништво
Нерези су према последњем попису из 2002. године имали 213 становника.
Претежно становништво у насељу су етнички Македонци (99%), а остало су Срби.
Већинска вероисповест је православље.